# Saison 2011 des Mets de New York
La Saison 2011 des Mets de New York est la 50e saison en ligue majeure pour cette franchise.

## Intersaison
Les problèmes financiers de Fred Wilpon, propriétaire de la franchise, animent l'intersaison. Ce dernier est impliqué dans l'affaire Madoff. La Ligue accorde ainsi un prêt à court terme aux Mets pour qu'ils puissent honorer leurs obligations. Selon le New York Times le montant du prêt est de 25 millions de dollars.

### Arrivées

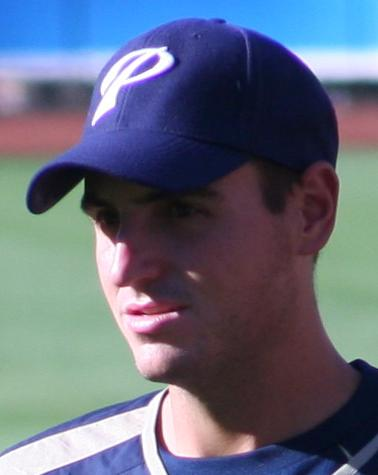
Chris Young rejoint les Mets

Le 9 décembre 2010, le releveur D. J. Carrasco signe comme agent libre un contrat de deux ans avec les Mets. Le même jour, le receveur Ronny Paulino, devenu agent libre, signe un contrat d'une saison pour 1,3 million de dollars avec les Mets.
Le 27 décembre, les Dodgers de Los Angeles échangent le joueur d'arrêt-court Chin-Lung Hu aux Mets en retour du lanceur gaucher des ligues mineures Michael Antonini.
Agent libre, le releveur Taylor Buchholz signe pour une saison chez les Mets le 3 janvier 2011. Le même jour, les Mets annoncent l'arrivée au club du lanceur partant Chris Capuano.
Le lanceur partant Chris Young rejoint les Mets le 20 janvier. Il s'engage pour une saison. Le même jour, le voltigeur de gauche Scott Hairston signe un contrat d'un an chez les Mets.

### Départs
Elmer Dessens, Pedro Feliciano, Sean Green, John Maine, Fernando Nieve, Hisanori Takahashi, Raúl Valdes, Henry Blanco, Luis Castillo, Mike Hessman, Mike Jacobs, Fernando Tatís, Chris Carter, Jesús Feliciano deviennent agents libres et quittent le club. Joaquín Árias change de club via un ballottage. Frank Catalanotto prend sa retraite.
Le lanceur partant Óliver Pérez est libéré de son contrat le 21 mars. Le club lui versera toutefois les douze millions de dollars prévu à son contrat pour la saison 2011.

### Grapefruit League
36 rencontres de préparation sont programmées du 26 février au 30 mars à l'occasion de cet entraînement de printemps 2011 des Mets.
Avec 17 victoires et 15 défaites, les Mets terminent sixièmes de la Grapefruit League et enregistrent la septième meilleure performance des clubs de la Ligue nationale.

## Saison régulière

### Classement
| Ligue nationale (Division Est) | V   | D  | %    | GB  |
| ------------------------------ | --- | -- | ---- | --- |
| Phillies de Philadelphie       | 102 | 60 | .630 | -   |
| Braves d'Atlanta               | 89  | 73 | .549 | 13  |
| Nationals de Washington        | 80  | 81 | .497 | 21½ |
| Mets de New York               | 77  | 85 | .475 | 25  |
| Marlins de la Floride          | 72  | 90 | .444 | 30  |

### Résultats
| Légende           | Légende          | Légende       |
| victoire des Mets | défaite des Mets | match reporté |
| ----------------- | ---------------- | ------------- |

#### Mai
| #  | Date    | Adversaire | Score      | Victoire       | Défaite        | Sauvetage | Affluence | Bilan |
| -- | ------- | ---------- | ---------- | -------------- | -------------- | --------- | --------- | ----- |
| 28 | 1er mai | @ Phillies | 2 - 1 (14) | Buchholz (1-0) | Kendrick (1-2) |           | 45 713    | 12-16 |
| 29 | 3 mai   | Giants     |            |                |                |           |           |       |
| 30 | 4 mai   | Giants     |            |                |                |           |           |       |
| 31 | 5 mai   | Giants     |            |                |                |           |           |       |
| 32 | 6 mai   | Dodgers    |            |                |                |           |           |       |
| 33 | 7 mai   | Dodgers    |            |                |                |           |           |       |
| 34 | 8 mai   | Dodgers    |            |                |                |           |           |       |
| 35 | 9 mai   | @ Rockies  |            |                |                |           |           |       |
| 36 | 10 mai  | @ Rockies  |            |                |                |           |           |       |
| 37 | 11 mai  | @ Rockies  |            |                |                |           |           |       |
| 38 | 13 mai  | @ Astros   |            |                |                |           |           |       |
| 39 | 14 mai  | @ Astros   |            |                |                |           |           |       |
| 40 | 15 mai  | @ Astros   |            |                |                |           |           |       |
| 41 | 16 mai  | Marlins    |            |                |                |           |           |       |
| 42 | 17 mai  | Marlins    |            |                |                |           |           |       |
| 43 | 18 mai  | Nationals  |            |                |                |           |           |       |
| 44 | 19 mai  | Nationals  |            |                |                |           |           |       |
| 45 | 20 mai  | @ Yankees  |            |                |                |           |           |       |
| 46 | 21 mai  | @ Yankees  |            |                |                |           |           |       |
| 47 | 22 mai  | @ Yankees  |            |                |                |           |           |       |
| 48 | 24 mai  | @ Cubs     |            |                |                |           |           |       |
| 49 | 25 mai  | @ Cubs     |            |                |                |           |           |       |
| 50 | 26 mai  | @ Cubs     |            |                |                |           |           |       |
| 51 | 27 mai  | Phillies   |            |                |                |           |           |       |
| 52 | 28 mai  | Phillies   |            |                |                |           |           |       |
| 53 | 29 mai  | Phillies   |            |                |                |           |           |       |
| 54 | 30 mai  | Pirates    |            |                |                |           |           |       |
| 55 | 31 mai  | Pirates    |            |                |                |           |           |       |

## Draft
La Draft MLB 2011 se tient du 6 au 8 juin 2011 à Secaucus (New Jersey). Les Mets ont le treizième choix.

## Affiliations en ligues mineures
| Niveau         | Equipe                 | Ligue                   | Manager       | Vic. | Déf. | Classement |
| -------------- | ---------------------- | ----------------------- | ------------- | ---- | ---- | ---------- |
| AAA            | Buffalo Bisons         | International League    | Tim Teufel    |      |      |            |
| AA             | Binghamton Mets        | Eastern League          | Wally Backman |      |      |            |
| Advanced A     | St. Lucie Mets         | Florida State League    | Edgar Alfonzo |      |      |            |
| A              | Savannah Sand Gnats    | South Atlantic League   | Ryan Ellis    |      |      |            |
| Short Season A | Cyclones de Brooklyn   | New York - Penn League  | Rich Donnelly |      |      |            |
| Rookie         | Kingsport Mets         | Appalachian League      | Frank Fultz   |      |      |            |
| Rookie         | Gulf Coast League Mets | Gulf Coast League       | Luis Rojas    |      |      |            |
| Rookie         | DSL Mets 1             | Dominican Summer League |               |      |      |            |
| Rookie         | DSL Mets 2             | Dominican Summer League |               |      |      |            |